# Мадоната с Младенеца и два ангела
„Мадоната с Младенеца и два ангела“ (на италиански: Madonna col Bambino e due angeli) е картина на италианския художник Сандро Ботичели от 1468 – 1469 г. Картината (100 x 71 см) е изложена в Зала 6 на Национален музей „Каподимонте“, Неапол (Италия). Използваната техника е темпера върху дърво.

## История
Първоначално картината е приписвана на Филипо Липи, но по-късно при подробни проучвания се доказва, че е дело на Сандро Ботичели. Датата не е известна с прецизност, но някои подробности като изобразяването на лицата показват, че творбата дарира от около 1470 г. – периодът на Крепост.

## Описание
Фигурите в картината са композирани по примера на Филипо Липи в творбата му Мадоната с Младенеца и ангели, известна като Липина, от около 1465 г. както и на Андреа дел Верокио в картината му Девата на млякото от около 1467-1469 г.  
На картината на Ботичели е изобразена Дева Мария, държаща в ръце Христос, подкрепян от две ангелчета. На фона, над висок мраморен парапет, се открива скалист пейзаж, очертан синтетично, следователно композицията се развива на градуирани нива, осъществявайки посредничество между теоретичното пространство, създадено от перспективната равнина, и реалното пространство, съставено от героите на преден план. 
Доминирането на контурната линия и на живата драперия също идват от Филипо Липи, макар че формите сега изглеждат по-нежно слети, с по-сложни нагласи от неговите творби. Яркият цвят с остри светлосенки и бронзов тон произлиза от примера на Антонио дел Полайоло, докато физиономията на Младенеца вече е персонализирана и не следва примера на Верокио както в творби, създадени непосредствено преди това.
Тонът на героите е сериозен, замислен, погълнат от собствената си красота и обагрен с меланхолия, както е типично за продукцията на Ботичели. Главата на Богородица, със заострена брадичка, идва от примера на Верокио и много прилича на творбите на Ботичели Мадона в слава от серафими (Флоренция, Уфици), Мадона на Евхаристията (Музей „Изабела Стюарт Гарднър“, Бостън), Мадона на лоджията (Флоренция, Уфици) или Крепост (Флоренция, Уфици), всички датиращи от тези години.